# 乳頭圈牧場 (科羅拉多州)
乳頭圈牧場（英語：Nipple Rim Ranch）是位於美國科羅拉多州莫弗特縣的一個非建制地區。該地的面積和人口皆未知。

## 地理
乳頭圈牧場的座標為40°48′59″N 108°08′17″W / 40.81639°N 108.13806°W，而該地的平均海拔高度為5889米（即19321英尺）。